# 필립스 컬렉션

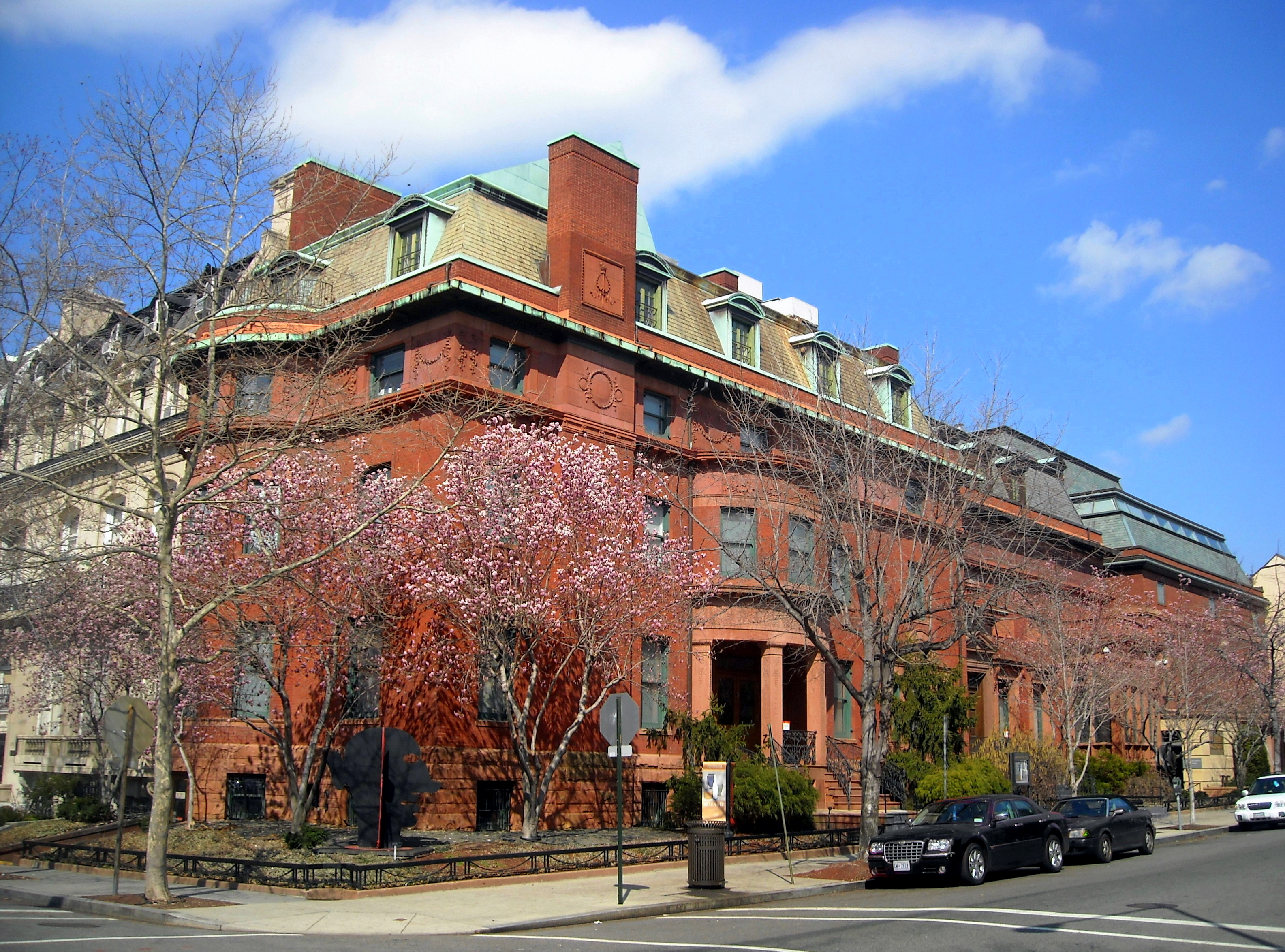
필립스 컬렉션

필립스 컬렉션(영어: The Phillips Collection)은 미국 워싱턴 D.C.의 미술관이다.